# Sywierma
Sywierma (ros.: Сыверма) – płaskowyż w azjatyckiej części Rosji, na północnym zachodzie Wyżyny Środkowosyberyjskiej, między równoleżnikowym biegiem Dolnej Tunguzki na południu a wyżyną Putorana na północy. Zajmuje dość zwarty obszar o średnicy 400–450 km i wznosi się średnio na wysokość 600–900 m n.p.m. Najwyższe wzniesienie, Nakson, sięga 1071 m n.p.m. Płaskowyż zbudowany jest triasowych skał wulkanicznych i rozcina go szereg równoległych rzek. Płaskie, najwyższe partie porasta tundra górska, natomiast w niższych partiach dominują rzadkie lasy modrzewiowe.